# Мохаммад Акбар Мохаммаді
Мохаммад Акбар Мохаммаді (англ. Mohammad Akbar Mohammadi) (25 травня 1961, Орузган) — афганський дипломат. Надзвичайний і Повноважний Посол Афганістану в Україні.

## Життєпис
Закінчив факультет правознавства Таджицького державного університету у місті Душамбе. Володіє мовами: дари, пушту, російською, українською.
У 1998—1995 рр. — прокурор Генеральної прокуратури Афганістану, м. Кабул
У 2001—2006 рр. — перший секретар посольства Афганістану в Україні.
У 2006—2008 рр. — заступник Директора Третього політичного управління МЗС Афганістану.
У 2008—2010 рр. — перший секретар Посольства Афганістану в Республіці Казахстан.
У 2010—2012 рр. — радник Посольства Афганістану в Україні.
У 2012—2013 рр. — директор Департаменту персонала МЗС Афганістану.
У 2013—2017 рр. — Надзвичайний і Повноважний Посол Ісламської Республіки Афганістан у Києві.
13 вересня 2013 — вручив вірчі грамоти Президенту України Віктору Януковичу.
З 2014 — Надзвичайний та Повноважний Посол Ісламської Республіки Афганістан в Білорусі за сумісництвом.
12 грудня 2014 вручив вірчі грамоти Президенту Республіки Білорусь Олександру Лукашенку.
З 2015 — Надзвичайний та Повноважний Посол Ісламської Республіки Афганістан в Молдові за сумісництвом.
24 вересня 2015 вручив вірчі грамоти Президенту Молдови Ніколае Тімофті